# クイセブ川
クイセブ川（クイセブがわ、Kuiseb River）は、ナミブ砂漠を東西に横切る枯れ川。東部の上流部では流水が常時見られることが多いが、下流の西部に流れていくにつれてナミブ砂漠の乾燥地域に入り、流水が見られなくなる。通常、中流･下流域では地下水として流れており、その水分のおかげで、クイセブ川の河床にはアカシアの木をはじめ、植物が生育する環境がある。
平均すると1年に1回程度の洪水が見られ、大規模な洪水の場合のみ、流水が大西洋に達することもある。大西洋に繋がる河口部分にはクイセブデルタが広がり、そこには現地語でナラ（!nara）と呼ばれる独特なウリ科の植物（Acanthosicyos horridus、和名カラタチウリ）が生育している。
クイセブ川流域には、トップナール（Topnaar）と呼ばれる牧畜民が住んでおり、彼らはナラを収穫し、食糧や現金収入源としている。